# Ostichthys hypsipterygion
Az Ostichthys hypsipterygion a sugarasúszójú halak (Actinopterygii) osztályának nyálkásfejűhal-alakúak (Beryciformes) rendjébe, ezen belül a mókushalfélék (Holocentridae) családjába tartozó faj.

## Előfordulása
Az Ostichthys hypsipterygion elterjedési területe a Csendes-óceán nyugati részén van, a Japánhoz tartozó Okinava-sziget vizeiben. Az Új-Kaledóniához tartozó Chesterfield-szigeteknél is észrevették.

## Megjelenése
Ez a hal legfeljebb 17 centiméter hosszú.

## Életmódja
Szubtrópusi, tengeri halfaj, amely a korallzátonyokon vagy ennek közelében él. 355 méteres mélységekbe is leúszik.